# Emily, of het geheim van Huis ten Bosch
Emily, of het geheim van Huis ten Bosch is een toneelstuk, geschreven door Ger Beukenkamp, Mark Walraven en Dick van den Heuvel. Dit driemanschap schreef het stuk als satire op het Nederlands koningshuis en de problemen die de erfelijke troonopvolging binnen een gezin met zich mee kunnen brengen.
Het stuk is in seizoen 1996/1997 gespeeld door Theatergroep Toetssteen, een Amsterdams amateurtheatergezelschap waarvoor Beukenkamp en Van den Heuvel eerder (en ook later) nieuwe, op historische gegevens gebaseerde stukken schreven. Over de opvoering ontstond een mediarel, omdat toenmalig staatssecretaris Aad Nuis het gezelschap een subsidie weigerde toe te kennen. Hierin werd de hand van de koningin gezien. Naast veel publiciteit leverde dit zelfs Kamervragen op.
In 1997 werd het stuk, met de oorspronkelijke amateur-bezetting, verfilmd voor de VARA door Jan Keja. De VARA zond het uit op de avond voor Koninginnedag, 29 april 1997.

## Rolbezetting
- Ineke Veenhoven, als Beatrix
- Chris Redmeijer, als Claus
- Haiko van der Pol, als Willem-Alexander
- Roos Schlikker, als Emily
- Hedy Wiegner, als Juliana
- Jan Ad Adolfsen, als Bernhard
- Sijtze van der Meer, als Johan-Friso
- Wim Bos, als Constantijn
- Didy Philipsen, als mevrouw Molkenboer